# 1899 aux échecs
| Années des échecs : 1896 - 1897 - 1898 - 1899 - 1900 - 1901 - 1902    |
| Décennies des échecs : 1860 - 1870 - 1880 - 1890 - 1900 - 1910 - 1920 |

Cet article présente les faits marquants de l'année 1899 aux échecs.

## Championnats nationaux
- Empire allemand : Pas de congrès[1].
- Canada : Magnus Smith remporte le championnat[2].
- Écosse : Daniel Yarnton Mills remporte le championnat[3].
- Empire russe : Mikhaïl Tchigorine remporte la première édition du championnat[4].

- Suisse : Moriz Henneberger remporte le championnat [5].

## Naissances
- Conel Hugh O'Donel Alexander

## Nécrologie
- 15 janvier : Serafino Dubois
- 3 juin : George MacDonnell
- 27 juillet : Tassilo von der Lasa
- 8 décembre : Max Lange